# Сураж
Сураж (на руски: Сураж) е град в Русия, административен център на Суражки район, Брянска област. Населението на града към 1 януари 2018 година е 10 884 души.

## История
Селището е основано през 17 век, през 1781 година получава статут на град.

## Географска характеристика
Градът е разположен по брега на река Ипут, на 177 км от град Брянск.